# クリス・アルドワン
クリス・アルドワン (Chris Ardoin, 1981年4月7日 - )は、米国ルイジアナ州レイクチャールズ出身のザディコ・アコーディオン奏者、シンガー。伝統的なザディコのサウンドをヒップホップ、レゲエ、R&Bといった音楽と融合させたヌーヴォー・ザディコの形成に貢献した若手の一人である。

## 来歴
父親はローレンス・アルドワン、祖父はボワ・セック・アルドワン、と著名なザディコ・アーティストを擁する音楽の家系に生まれた。クリスは2歳の頃からアコーディオンを弾き始め、幼少期にはザディコ以外の音楽は殆ど聴かずに育った。10歳のとき、父親の助けを得て兄のクリス・アルドワンとバンド、ダブル・クラッチンを結成する。(ショーンの担当はドラムス)
1994年にバンドは、デビュー作『That's Da Lick』をメゾン・ド・ソウル・レーベルからリリースした。このアルバムは実際にはショーンが全てのヴォーカルと曲作りを担当したにもかかわらず、クリス名義でリリースされた。これは、若きクリスを前面に押し出した方が注目度があがるとの計算に基づくものであった。翌年リリースされた二作目『Lick It Up!』では、クリスはヴォーカルも曲作りもショーンと分けあうようになり、より存在感を示している。ショーンは、1997年のアルバム『Turn the Page』リリース後、ソロ活動に集中するためにバンドを脱退した。
2003年7月には、ショーンとともに初来日を果たし、東京のJTアフィニスホールと新橋こいち祭りで公演を行った。
2005年には、クリスはバンド名をダブル・クラッチンからニューステップ(NuStep)へと変更し、新名義でアルバムSweatをリリースした。2007年には、それに続くアルバム『M.V.P.』をリリースしている。

## ディスコグラフィー
- 1994年 『That's Da Lick』 (Maison de Soul)
- 1995年 『Lick It Up!』 (Maison de Soul)
- 1997年 『Gon' Be Jus' Fine』 (Rounder)
- 1998年 『Turn the Page』 (Rounder)
- 2000年 『Best Kept Secret』 (Rounder)
- 2002年 『Life』 (J&S)
- 2004年 『Save the Last Dance』 (J&S)
- 2005年 『Sweat』 (NuStep4Lyfe Entertainment)
- 2007年 『M.V.P.』 (NuStep4Lyfe Entertainment)
- 2008年 『Candyman's V.I.P.』 (NuStep4Lyfe Entertainment)
- 2009年 『Alter Ego』 (NuStep4Lyfe Entertainment)
- 2010年 『Headliner』 (NuStep4Lyfe Entertainment)
- 2012年 『Unleashed』 (NuStep4Lyfe Entertainment)
- 2014年 『Back Home』 (NuStep4Lyfe Entertainment)
- 2015年 『Zydeko Fever』 (Maison de Soul) ※Chris Ardoin & Nustep Zydeko名義
- 2016年 『Requested Live』 (Maison de Soul) ※Chris Ardoin & Nustep Zydeko名義
- 2017年 『Legend』 (Soul Rehab Music Group)
- 2019年 『Evolution』 (Soul Rehab Music Group)
- 2020年 『Press Play: Live』 (Soul Rehab Music Group)